# Van Kaye + Ignit
Van Kaye + Ignit was een Nederlandse muziekgroep uit Arnhem die in begin jaren tachtig actief was met experimentele minimale synthipop.
De groep ontstond toen Van Kaye (Ed Van Kasteren), voormalig zanger van de rockband The Monomen, en Ignit Bekken (beter bekend als Ignit van Kasteren en presentatrice van het VPRO-radioprogramma Spleen) begin 1980 het plan opvatten om met synthesizers en drumcomputers te gaan experimenteren. In 1981 gaf het duo de cassette A Slight Delay en de 7-inch-grammofoonplaat Picasso on the Wall uit op het eigen label Ding Dong Disk, later ook Ding Dong Records and Tapes genaamd. Dit label bracht later cassettebandjes en vinylplaten uit van The Legendary Pink Dots en Attrition en een aantal themacompilaties, waaronder de verzameldubbelcassette Film Noir: American Style met onder meer Vincent Gallo en The Residents.
In 1982 werd het duo een trio met de komst van Wizzkopf (Willem Wisselink),  voormalig producer van The Monomen. In dat jaar verschenen er drie nummers van de groep op de verzamelplaat Radionome van het gelijknamige VPRO-radioprogramma. In 1984 werd de cassette With a Little Help... uitgebracht, waaraan onder anderen ook Edward Ka-Spel van The Legendary Pink Dots meewerkte.
Vanaf 1985 werd geen nieuw werk meer uitgebracht, maar in mei 2011 bracht het Duitse platenlabel Vinyl-on-demand alle uitgaven van de groep opnieuw uit in een boxset van vijf elpees en een 10-inch-plaat. De set bevat de demoversie van acht nummers (30 minuten) en de uiteindelijke versie met elf nummers (60 minuten) van A Slight Delay. Verder bevat het de 7-inch-plaat Picassos on the Wall, de cassette With a Little Help..., aangevuld met bijdragen aan compilatiecassettes van andere cassettenlabels in Europa, niet eerder uitgebrachte nummers en registraties van de concerten in Parkzicht in Rotterdam (1983) en tijdens het Kassettentäterfest in Duitsland (1982).